# Formel 3

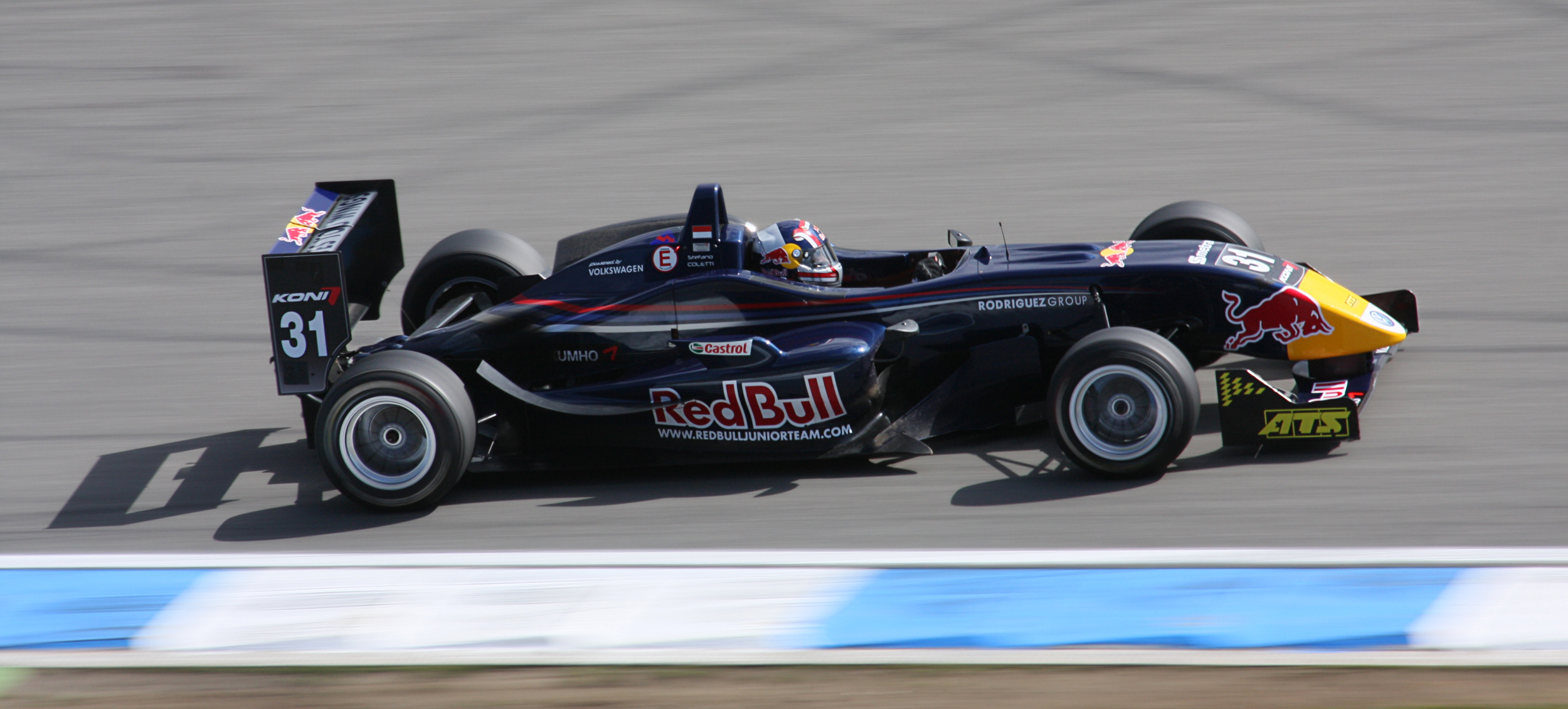
Stefano Coletti på Hockenheimring i april 2008.

Formel 3 eller F3 är en racingklass med öppna ensitsiga tävlingsbilar med friliggande hjul.
Formel 3-bilar kännetecknas av höga topphastigheter och en relativt låg kostnad, vilket gör klassen till en attraktiv ingångsnivå till de högre klasserna inom racing. De olika mästerskap som hålls i Europa, Australien och Sydamerika är ofta viktiga som en språngbräda för framtida förare i formel 1.

## Historia

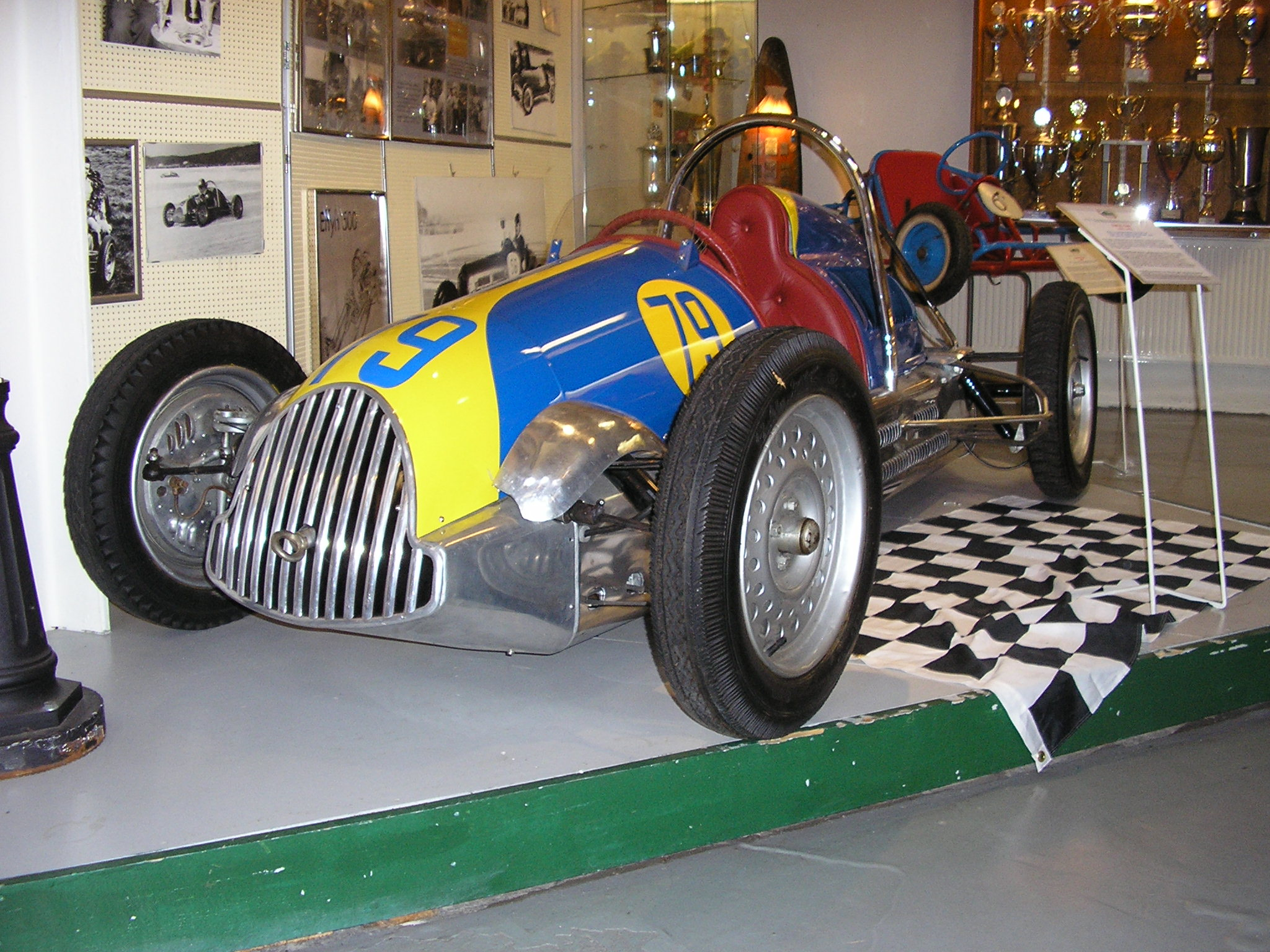
Effyh 500 (1947-1952) byggd i Malmö med chassi i krommolybden och kaross i aluminium.

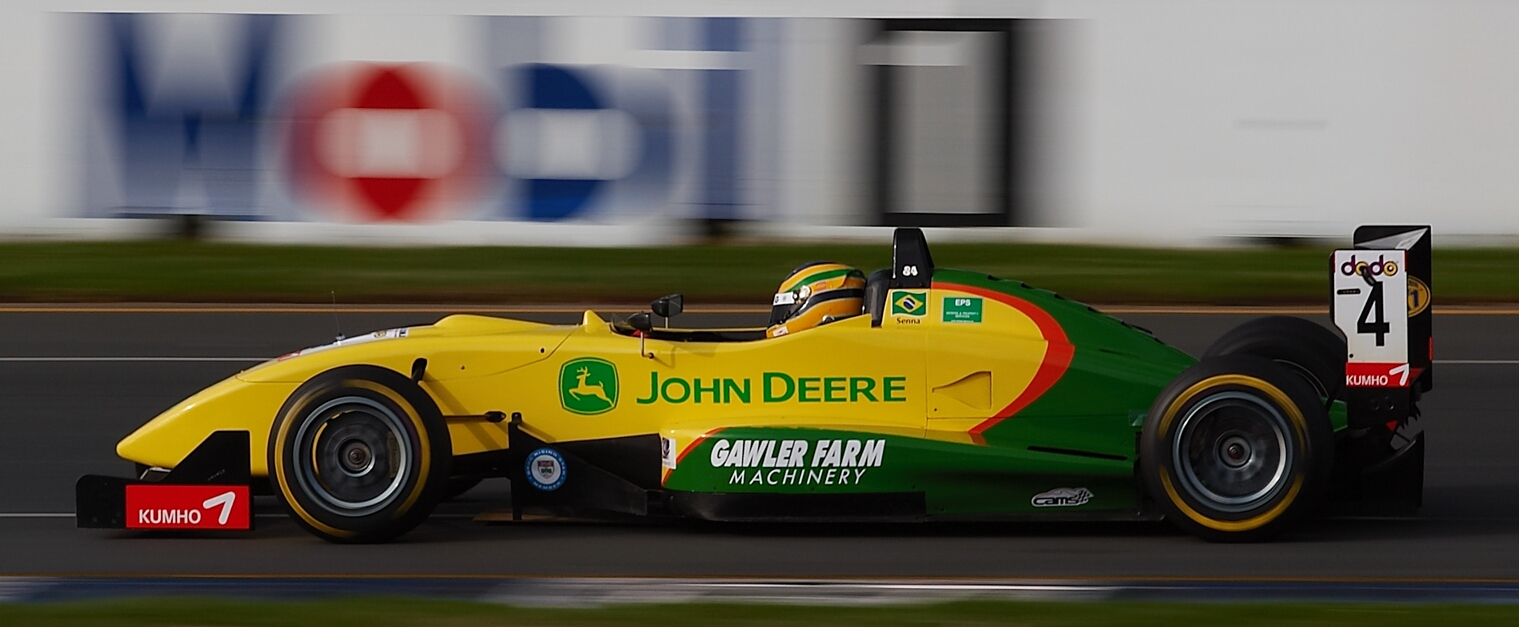
Bruno Senna i en Dallara F304 2006.

De första formel 3-bilarna byggdes med lättviktsrörchassin och drevs av motorcykelmotorer på 500 cc. Denna tidiga form har sitt ursprung i efterkrigstidens racing och utvecklades från billigare specialtävlingar som organiserades av entusiaster i Bristol i England kort före andra världskriget. Efter kriget utvecklades racingsporten långsamt i Storbritannien, och hembyggda tävlingsbilar med motorcykelmotorer på 500 cc var relativt billiga. Formelklassen var från början avsedd för individuella tillverkare, men Cooper kom att dominera med sina massproducerade bilar. Formel 3 var den sedvanliga vägen till racing under första hälften av 1950-talet.
Formel 3 låg i träda från senare hälften av 1950-talet fram till 1963 då både den och formel 2 ersattes av formel Junior med bilar med motorer på 1 000 cc eller 1 100 cc.
En formel 3 för fyrcylindriga bilar med hårdtrimmade enliters standardmotorer återintroducerades 1964 och användes till 1970. Under åren 1971-1973 användes nya regler som tillät motorer på 1 600 cc med begränsat luftintag och aerodynamik började spela en viktigare roll.
Tvålitersregler introducerades 1974, men fortfarande med begränsat luftintag. Sedan dess har formelklassens regler för motorer förändrats ovanligt lite i jämförelse med övrig motorsports.